# Ottokar Nováček
 (août 2022).
Pour les articles homonymes, voir Ottokar.
Ottokar Eugen Nováček (Ottokár Jenő Novácsek en hongrois), né à Weisskirchen (aujourd'hui Bela Crkva en Serbie) le 13 mai 1866 et mort le 3 février 1900 à New York, est un violoniste et compositeur austro-hongrois.
Il doit sa renommée à l'œuvre Perpetuum mobile composée en 1895 pour violon et piano.

## Biographie
Second des quatre enfants de Martin Josef (1834-1906) et de Maria Hildebrand, il est issu par son père d'une famille tchèque originaire d'Horažďovice. Après avoir été initié à la musique par son père, il étudie le violon auprès de Jakob Dont à Vienne de 1880 à 1883. De 1883 à 1885, il reçoit l'enseignement de Henry Schradieck et Adolph Brodsky au conservatoire de Leipzig où il reçoit le prix Mendelssohn (1885). Il joue dans l'orchestre du Gewandhaus de Leipzig et fait partie des membres fondateurs du quatuor Brodsky créé à Leipzig en 1884 par Brodsky (premier violon) avec Hans Sitt (alto) et Leopold Grützmacher (violoncelle). Il y joue à l'origine comme second violon puis comme altiste. De renommée internationale, le quatuor effectue des tournées en Russie (1889), au Danemark (1890) et en Italie (1891).
En 1891, Nováček émigre aux Etats-Unis pour jouer dans l'Orchestre symphonique de Boston sous la direction d'Arthur Nikisch. Il joue comme altiste en 1892-1893 à l'Orchestre symphonique de New York fondé par Leopold Damrosch. De 1894 à 1899, il joue également dans le second quatuor fondé par Brodsky. En 1899, une maladie cardiaque l'oblige à cesser prématurément sa carrière de musicien pour se consacrer à la composition.
Son frère Rudolf Nováček (1860-1929) fut compositeur et chef d'orchestre militaire.

## Œuvres
La renommée de Nováček repose sur une seule œuvre, Perpetuum mobile (Mouvement perpétuel), composée en 1895 pour violon et piano, et encore jouée comme pièce de récital virtuose ou dans sa version pour orchestre. Il a notamment composé un concerto pour piano en do en un seul mouvement (Eroica), dédié à Busoni et créé par celui-ci en 1894, trois quatuors à corde (publiés en 1890, 1898 et 1904), une Sinfonietta pour instrument à vent, des Danses bulgares pour violon et piano et six chansons sur des textes de Léon Tolstoï.